# Aaron Traywick
Aaron James Traywick, né le 19 décembre 1989 et mort le 29 avril 2018, est un homme d'affaires américain et un activiste du prolongement de la vie dans les communautés du transhumanisme et du biohacking.

## Biographie
Aaron Traywick fonde la start-up Ascendance Biometical qui développe des traitements de thérapie génique non testée. Il affirme que sa société de biohacking développe un "composé de recherche" qui pourrait guérir le sida et l'herpès malgré l’absence de preuve indépendante pour étayer cette affirmation.
En octobre 2017, il diffuse sur Facebook avec Tristan Robert atteint du VIH une auto-injection en direct d’une thérapie génique expérimentale non testée fourni par Ascendance. Aaron Traywick qui se présente comme un "organisateur communautaire" et non comme un scientifique déclare « Nous ne conseillons pas à quiconque regarde cette vidéo de faire ce qui est sur le point d'être fait ici ». Le traitement vise à réduire le nombre de particules de VIH dans le sang mais n’a pas les résultats escomptés, la charge virale ayant augmenté dans les semaines qui ont suivi l'injection. À la suite de la diffusion des vidéos, la FDA communique une déclaration mettant en garde les consommateurs contre les kits de thérapie génique et qualifie leurs ventes illégales sans pour autant nommer explicitement la société Ascendance Biometical.  
En février 2018, lors d'une présentation au BodyHacking Con au Texas, Aaron Traywick s'auto-injecte en public un "composé de recherche" pour traiter le virus de l'herpès. Certains membres de la communauté du biohacking ont considéré cette mise en scène irresponsable dont Josiah Zayner qui préconise davantage de sécurité lors des auto-expérimentations.
Selon le  MIT Technology Review, Aaron Traywick, prévoyait de tester un traitement expérimental du cancer du poumon à partir de l'outil d'édition de gènes CRISPR. 
Le 29 avril 2018, Aaron Traywick est retrouvé mort dans un caisson d’isolation sensorielle  à Washington. Le parti transhumaniste des États-Unis lui rend hommage et précise qu’il n'y a absolument aucune preuve que son traitement auto-administré contre l'herpès ait eu un lien avec sa mort deux  mois plus tard.